# История почты и почтовых марок Зоны Панамского канала
История почты и почтовых марок Зоны Панамского канала включает период с 1904 по 1978 год, когда в Зоне Панамского канала собственные почтовые марки выпускались.

## Выпуски почтовых марок

### Надпечатки
Вначале почтовые марки Зоны Панамского канала представляли собой почтовые марки Панамы либо (реже) США с нанесёнными различным способом надпечатками текста англ. «CANAL ZONE» («Зона канала»). Филателисты выявили более 100 их разновидностей, некоторые из которых довольно редки (и подделываются). Последние из таких надпечаток были эмитированы в 1939 году.

### Первые оригинальные марки
В 1928 году Зоной Панамского канала была издана стандартная серия с надписью «CANAL ZONE POSTAGE» («Почтовый сбор Зоны Канала») и с изображениями различных персоналий, имевших отношение к строительству канала, а также с изображением канала Гайллард (англ. Gaillard Cut) (марка номиналом 5 центов).

### Последующие выпуски
На серии из 16 марок 1939 года, выпущенной в ознаменование 25-летия завершения сооружения канала, показаны виды различных пунктов по маршруту канала «до» и «после».
В последующем новые почтовые марки появлялись со средней периодичностью примерно по две в год, при этом раз в несколько лет эмитировалась серия памятных марок, тогда как в некоторые годы марки вообще не выпускались.
В 1960-е годы надпись на марках была изменена на «CANAL ZONE» («Зона Канала»). Это нововведение продублировало отказ от употребления слова «POSTAGE» («Почтовый сбор») на многих почтовых марках США, поскольку США прекратили выпуск фискальных марок.

### Последние годы
В последние годы существования Зоны Панамского канала почтовых марок выпускалось мало, при этом эмитированные марки в основном предназначались для оплаты пересылки почтовых отправлений первого класса (тарифы первого класса соответствовали тарифам первого класса США). Последняя почтовая марка (номиналом 15 центов) Зоны Панамского канала вышла в обращение 25 октября 1978 года. На ней был изображён маневровый паровоз и судно в шлюзе. С 30 сентября 1979 года почтовая связь перешла в ведение почтовой администрации Панамы и после короткого переходного периода марки Зоны Панамского канала были выведены из обращения.

## Другие виды почтовых марок

### Авиапочтовые
Первые авиапочтовые марки Зоны Панамского канала увидели свет в 1929 году. На марках надпись: «Air mail» («Авиапочта»).

### Служебные
Служебные марки Зоны Панамского канала выпускались с 1941 года. Надпечатка на марках: «Official» («Служебная»). Всего по 1963 год вышло 25 таких марок.

### Доплатные
Доплатные марки выпускались в Зоне Панамского канала с 1914 года по 1932 год.

## Ошибка на марке
Самой известной почтовой маркой Зоны Панамского канала стала четырёхцентовая марка ( (Sc #157), марка с ошибкой —  (Sc #157a)), выпущенная 12 октября 1962 года в связи с открытием автомобильного моста Тэтчер (Thatcher Ferry Bridge; ныне — Мост двух Америк), первого эстакадного моста, связавшего обе стороны Панамского канала. Один лист из 50 марок поступил в продажу без нанесённой серебряной краски, призванной изображать мост. Узнав об этом, почтовые чиновники Зоны Панамского канала предложили дополнительно выпустить большое количество марок с намеренно допущенной ошибкой, чтобы сбить стоимость марок с ошибкой печати. Эта мера повторила бы действие, почти в то же самое время предпринятое почтовым ведомством США в отношении четырёхцентовой марки США с изображением Дага Хаммаршёльда: некоторые марки, так называемые перевёртки Дага Хаммаршёльда, были напечатаны с перевёрнутым фоном, и, чтобы не допустить спекулятивного повышения их стоимости, Министерство почты США в пределах месяца после выхода первоначальной марки эмитировало ещё множество таких марок с ошибкой. Широкая огласка и судебное разбирательство, инициированное филателистическим дилером Генри Хэррисом, который раздобыл несколько таких марок Зоны Панамского канала с ошибкой печати и заявил, что выпуск новых таких марок значительно снизит их стоимость, не дали осуществить их намеренную допечатку.